# Scopula pratana
Scopula pratana là một loài bướm đêm trong họ Geometridae.